# ラ・カージュ・オ・フォール
『ラ・カージュ・オ・フォール』（仏: La Cage aux Folles）は、1973年のジャン・ポワレ作のフランスの舞台劇。別題に『Mr.レディ Mr.マダム』。

## 概要
1973年2月1日から1978年10月1日までパレ・ロワイヤル劇場で上演されたことがきっかけで、ロングランを記録している。主演はミシェル・セロー。日本では版権を宝田明による宝田企画が買い取り、1981年に池袋サンシャイン劇場で初演された。1978年公開の映画版で『Mr.レディ Mr.マダム』と邦題が付いたため、日本ではそのまま舞台でもその題名が引き継がれた。後にブロードウェイでミュージカル化され、そちらも大ヒット、ミュージカル版は1985年に帝国劇場で初演された。その際、ミュージカル版はオリジナルのストレート・プレイ版との区別をつけるため、原題の『ラ・カージュ・オ・フォール』がそのままタイトル化された。
また1973年時、初演でザザ役を演じたミシェル・セローは映画版でも同役を務め、その演技が高く評価されセザール賞を受賞した。また映画版の日本語吹き替えも『日曜洋画劇場』にて、日本版舞台でザザ役を演じた金田龍之介が同役の吹き替えも担当した。
コメディータッチで、登場人物の滑稽なさまを描きながらも、あるがままの姿を受け入れることの素晴らしさ、家族の愛の大切さを表現している作品。舞台がオカマバーであり、メインの家族構成が男同士のカップルとその息子であるなどデリケートな設定であるが、ナイトクラブの持つ洒脱な雰囲気と登場人物たちの明るさによって、重くならずに主題である『愛』を伝えている。
なお、タイトルでもあり、舞台となっているナイトクラブの名前でもある「ラ・カージュ・オ・フォール」（La Cage aux Folles）は、フランス語で「狂女の檻」という意味。

## ストーリー
南フランスのサントロペにあるナイトクラブ「ラ・カージュ・オ・フォール」の経営者ジョルジュは、店の看板スター「ザザ」ことアルバンと20年来夫婦として生活をしてきた。アルバンは、近頃老いを感じ、家にいる時にはふさぎがち。仕事にも気が乗らない。それでも、化粧をし舞台に立てば世界一の美女“ザザ”としてお客を楽しませ、アルバン自身もその事に喜びを感じる日々を過ごしている。

アルバンは、ゲイであるジョルジュが過去に1度だけ女性と付き合って生まれた一人息子ローランを、生みの母に代わり慈しみ育ててきた。

ある日、ローランは恋人のミュリエルと結婚するとジョルジュに報告。アンヌの父親は保守的で、ゲイクラブを厳しく取り締まるべきと主張しているデュラフォーア議員。そのミュリエルの両親が、ローランの両親に会うために、店に隣接する自宅を訪問すると言ってきた。ローランはミュリエルの両親に気に入られるために、一晩だけ『普通』の家庭を演出してほしいとジョルジュに懇願する。かわいい息子の頼みとあり、ジョルジュは抵抗するアルバンを説得し、ずっと会っていない実母のシモーヌを呼ぶ事にした。ローランの事が心配なアルバンは、普段はしたこともない男としての振る舞いの練習までして、叔父として同席する事に。

ところが、いくら努力してもアルバンは女としてのしぐさが抜け切れず、しかもシモーヌに対する嫉妬心から、アルバンは勝手に女装しローランの母親としてミュリエル一家を迎える。アルバンはミュリエルの母親として上手く振る舞い、ミュリエルの両親は大満足。しかし裏でジョルジュが必死にシモーヌを追い帰そうとするが時すでに遅く、シモーヌが家に到着し、しかもはずみでアルバンのかつらがずれてしまい、“男”だとばれてしまう。

## 登場人物
- ジョルジュ - 主人公。「ラ・カージュ」の経営者であり、ショーの司会者。私生活ではアルバンのパートナー。
- アルバン - もう一人の主人公。「ラ・カージュ」のスター「ザザ」。私生活ではジョルジュのパートナーではあるが、二人の仲は倦怠期。
- ローラン - ジョルジュの息子。二十数年前の一夜の出来事で生まれた。ザザが愛情を込めて育てているが、彼は自分の家族がゲイ夫婦であることをミュリエルに言えずに苦しむ。
- ミュリエル - ローランの婚約者。
- デュラフォーア議員 - ミュリエルの父。伝統的な家族と道徳を守る、保守政党のリーダー。頭が硬く、ゲイが嫌い。
- デュラフォーア夫人 - ミュリエルの母。夫同様、ゲイが嫌い。
- ジャコブ - ジョルジュの家の執事（本人はメイドと言い張っている）。『ラ・カージュ』のショーに出る事を夢見ている。
- メルセデス - 『ラ・カージュ』の出演者。踊り子。カジェル一の“黄金の喉仏”の持ち主。
- フランシス - 『ラ・カージュ』の出演者。踊り子。
- サロメ - 『ラ・カージュ』の出演者。踊り子。
- タバロ - 『ラ・カージュ』の会計士。
- ラングドッグ - 肉屋。
- ゾルバ - 新聞記者。デュラフォーア議員のスクープを付け狙う。
- シモーヌ - ジョルジュの元女房、ローランの母。

## 日本語版
|                    | 1981年           | 2007年                          |
| ------------------ | ---------------- | ------------------------------- |
| ジョルジュ         | 宝田明           | 左とん平                        |
| アルバン/ザザ      | 金田龍之介       | 矢崎滋                          |
| メルセデス         | 山谷初男         |                                 |
| タバロ             | 石田英二         |                                 |
| ジャコブ(ヤコブ)   | 桝川譲治         | パパイヤ鈴木                    |
| フランシス         | 五條貴士         |                                 |
| サロメ             | 奈木隆 奥田英明  |                                 |
| ミュリエル         | 富田雅美         | 小野真弓                        |
| ローラン           | 藤堂貴也         | 杉浦太陽                        |
| シモーヌ           | ロミ・山田       | 臼間香世                        |
| デューラフォア     | 高木均           | 鶴田忍                          |
| デューラフォア夫人 | 深町稜子         | 沢田亜矢子                      |
| ラングドッグ       | 大前均           |                                 |
| ゾルバ             | 梨元勝 奈木隆    |                                 |
| 演出               | 美輪明宏         | 伏見悦男                        |
| 劇場               | サンシャイン劇場 | シアターアプル 大阪厚生年金会館 |

## 映画版
- 『Mr.レディ Mr.マダム』- 1978年にフランス・イタリア合作で映画化された。オリジナルの舞台でアルバン役を務めたミシェル・セローがそのまま続投した。また日本語吹き替え版においても日本公演の初演でアルバン役を務めた金田龍之介が同役の吹き替えも担当。
- 『Mr.レディ Mr.マダム2』- 前作のヒットで作られた続編。前作やオリジナル版の雰囲気から印象を変え、サスペンスに内容を変えた作品。東側のスパイの抗争にレナードとアルバンが巻き込まれる。
- 『Mr.レディMr.マダム3 ウエディングベル』- シリーズ第3作。
- 『バードケージ』- 1997年にハリウッド映画化された作品。ロビン・ウィリアムズとネイサン・レインが出演。

## ミュージカル
1983年にはミュージカル化されてブロードウェイに進出し、1984年にトニー賞を受賞した。2004年（ゲイリー・ビーチ主演版）と2010年（ケルシー・グラマー、ダグラス・ホッジ主演版）の2度、ブロードウェイでリバイバル公演もされている。